# Curación del sordomudo de la Decápolis

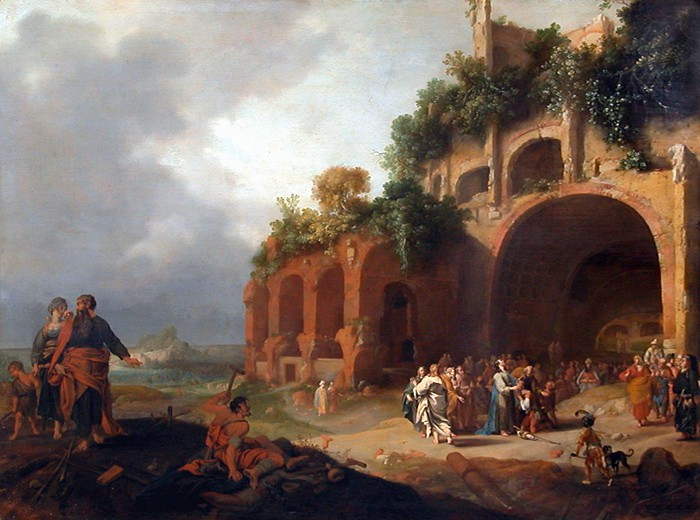
Cristo cura al sordomudo de la Decápolis, por Bartholomeus Breenbergh, 1635

La curación del sordomudo de la Decápolis es uno de los milagros de Jesús en los Evangelios, concretamente en el de  san Marcos 7:31-37. Su narración ofrece muchos paralelos con la curación del ciego de Betsaida en Marcos 8:22-26.

## Texto bíblico
- Según  san Marcos(7; 31-37):

De nuevo, salió de la región de Tiro y vino a través de Sidón hacia el mar de Galilea, cruzando el territorio de la Decápolis. Le traen a uno que era sordo y que a duras penas podía hablar y le ruegan que le imponga la mano. Y apartándolo de la muchedumbre, le metió los dedos en las orejas y le tocó con saliva la lengua; y mirando al cielo, suspiró, y le dijo: —Effetha —que significa: «Ábrete». Y se le abrieron los oídos, quedó suelta la atadura de su lengua y empezó a hablar correctamente. Y les ordenó que no se lo dijeran a nadie. Pero cuanto más se lo mandaba, más lo proclamaban; y estaban tan maravillados que decían: —Todo lo ha hecho bien, hace oír a los sordos y hablar a los mudos.

## Interpretación de la Iglesia católica
El Señor realiza ahora una curación con unos gestos simbólicos que indican el poder salvador de su naturaleza humana. La liturgia de la Iglesia recogió durante un tiempo estos signos en la ceremonia del Bautismo, significando que Cristo abre los oídos del hombre para escuchar y aceptar la palabra de Dios: «El sacerdote, por tanto, te toca los oídos para que se te abran a la explicación y sermón del sacerdote. (…) Abrid, pues los oídos y recibid el buen olor de la vida eterna inhalado en vosotros por medio de los sacramentos. Esto os explicamos en la celebración de la ceremonia de “apertura” cuando hemos dicho: “Effeta, esto es, ábrete”». Éste es el tercer milagro que recoge Marcos en el que Jesús prohíbe que se divulgue el hecho. Antes, lo había prohibido en la curación de un leproso (1,44) y en una resurrección (5,43); ahora lo hace con un sordomudo (v. 36), y poco después lo hará con un ciego (cfr 8,26). Son prácticamente los mismos signos con los que, en otra ocasión, indicó a los discípulos del Bautista que Él era el Mesías (cfr Mt 11,2-5; Lc 7,18-23 y notas). San Marcos recoge el mandato del silencio en todos estos lugares para recordar que Jesús quería que se entendiera su misión de Mesías a la luz de la cruz. Sin embargo, el mandato no fue obedecido (v. 36).  San Agustín, al observar la aparente contradicción entre el mandato de silencio de Jesús y la desobediencia del sordomudo, dice que de esta forma el Señor quería mostrar a los perezosos con cuánto mayor afán y fervor deben anunciarlo a Él aquellos a quienes ordena que lo anuncien, si aquellos a quienes se prohibía hacer publicidad eran incapaces de callar» 